# Pokuland

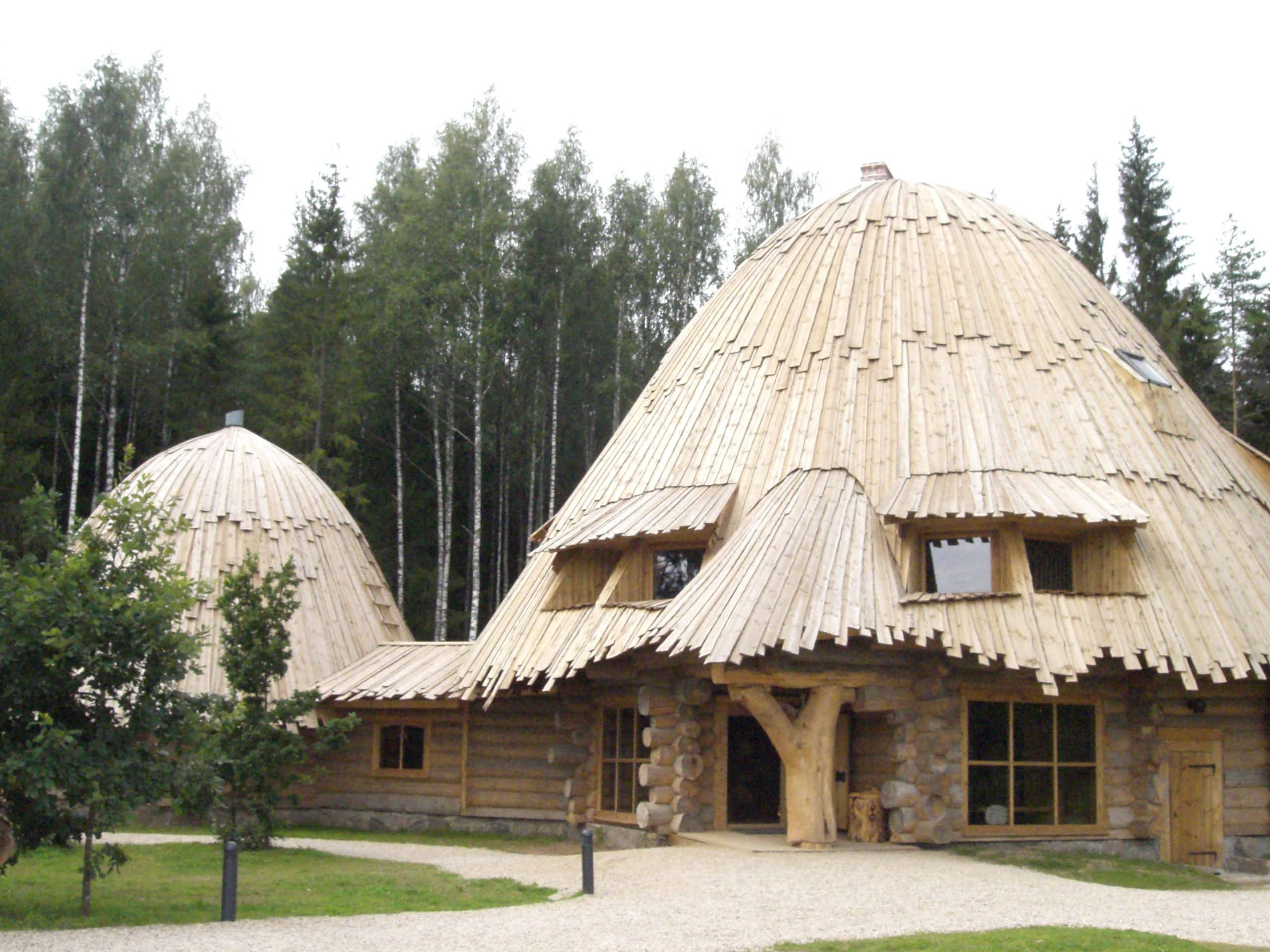
De Pokuhal in 2008

Pokuland (Estisch: Pokumaa) is een themapark en museum in de Estse gemeente Antsla. Het park is gebaseerd op het kinderboek Pokuraamat (vertaald als het Pokuboek) uit 1994, geschreven en geïllustreerd door de kinderboekschrijver Edgar Valter. Het themapark werd in 2008 geopend, en de gebouwen zijn gebaseerd op de ontwerpen van Valter.
Het park bestaat uit drie gebieden: de Pokuhal, de Padasooheuvel en de Hauka-boerderij. In de Pokuhal worden de originele illustraties van Valter tentoongesteld, samen met andere kunstwerken.